# James H. Flatley III

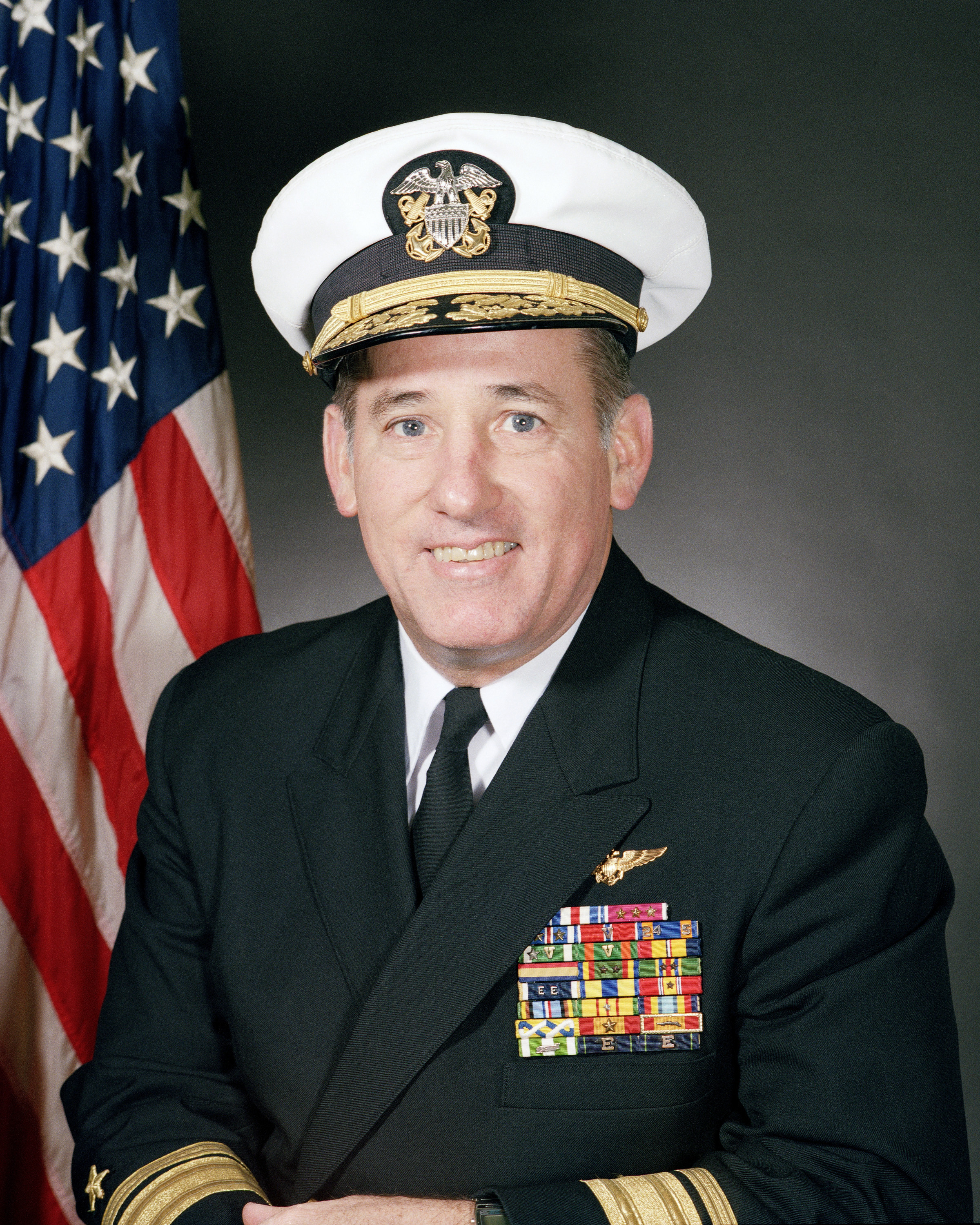
James H. Flatley (1985)

James H. Flatley III (* 9. Januar 1934) ist ein Konteradmiral a. D. der United States Navy, Pilot, und war zuletzt von Juli 1986 bis Juli 1987 Stellvertretender Direktor für Seekriegführung (Deputy Director, Naval Warfare (OP-095B)) im Stab des Chief of Naval Operations. Er ist ein Sohn des Vizeadmirals James H. Flatley, der ebenfalls Marineflieger der U.S. Navy war.

## Militärische Laufbahn
Flatley trat im Dezember 1954 in die U.S. Navy ein. Er wurde von August 1956 bis Juli 1957 auf dem Fliegerhorst Pensacola und anschließend auf dem Marinefliegerhorst Corpus Christi zum Jagdpiloten ausgebildet. Im Dezember 1957 wurde er zur Fighter Squadron 33 versetzt.

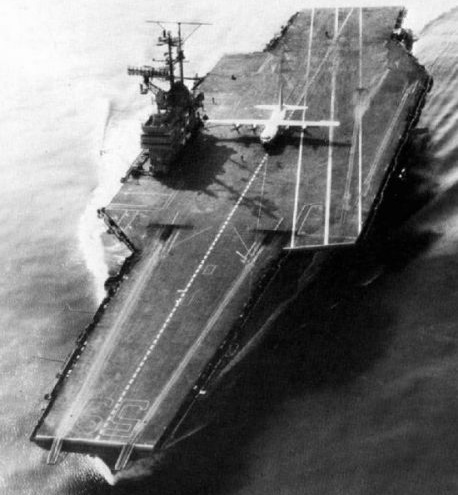
Flatleys KC-130F Hercules an Deck des Flugzeugträgers Forrestal am 30. Oktober 1963

Ab Februar 1962 wurde er beim Naval Air Test Center, Patuxent River, zum Testpiloten ausgebildet und anschließend als solcher eingesetzt. In dieser Zeit machte er sich im November 1963 durch eine außergewöhnliche Testserie einen Namen. Er erprobte die Möglichkeit, mit einem großen Transportflugzeug des Typs KC-130 Hercules auf einem Flugzeugträger zu landen und zu starten. Insgesamt landete er 50 mal auf der Forrestal, davon 21 mal mit komplettem Stillstand und anschließendem Start aus dem Stand und 29 mal mit Durchstart.
Im Januar 1965 wurde er in den Stab der Attack Carrier Air Wing Three versetzt. Von April 1967 bis Juli 1969 war er Sicherheitsoffizier in der Fighter Squadron 213. Anschließend nahm er an einem Lehrgang am Air Command and Staff College, Air University, auf der Maxwell Air Force Base in Alabama teil. Die zweite Jahreshälfte 1970 verbrachte er im Stab des Commander Fleet Air in Norfolk, Virginia.
Von Januar 1971 bis Mai 1972 war er stellvertretender Kommandeur und anschließend bis Mai 1973 Kommandeur der Fighter Squadron 31. Danach wurde er Koordinator für die Jagdfliegerausbildung im Stab des Kommandeurs Seeluftstreitkräfte Atlantik (COMNAVAIRLANT).
Von Mai 1974 bis März 1976 war er Kommodore der Attack Carrier Air Wing Seven, um anschließend bis August 1976 in den Stab COMNAVAIRLANT zurückzukehren. Von dort aus wurde er auf einen Lehrgang an der Surface Warfare Officers School in Newport (Rhode Island) beordert, wo er sich auf seine erste Verwendung als Kommandant eines Schiffes vorbereitete.
Im Februar 1977 übernahm er das Kommando über den Flottentanker Caloosahatchee. Daran schloss sich von Juli 1978 bis Mai 1979 eine Tätigkeit als Executive Assistant beim Stellvertreter des Chief of Naval Operations an.
Im Mai 1979 wurde Flatley Kommandant des Flugzeugträgers Saratoga, eine Funktion, die er bis November 1981 innehatte. Anschließend wurde er unter Beförderung zum Konteradmiral Kommandeur des Naval Training Center Great Lakes, Illinois.
Von März 1983 bis Mai 1985 war Flatley Kommandeur der Flugzeugträgerkampfgruppe 8. Anschliend kehrte er in das Pentagon zurück, wo er zunächst als Director, Strike and Amphibious Warfare Division (OP-954) und ab Juli 1986 als Deputy Director, Naval Warfare (OP-095B) eingesetzt wurde. Ende Juli 1987 trat er in den Ruhestand.